# Vinton (Iowa)
Pour les articles homonymes, voir Vinton.
La ville américaine de Vinton est le siège du comté de Benton, dans l’État de l’Iowa. Elle comptait 5 102 habitants lors du recensement de 2000.

## Source
- (en) Cet article est partiellement ou en totalité issu de l’article de Wikipédia en anglais intitulé « Vinton, Iowa » (voir la liste des auteurs).